# Georgie Auld
Georgie Auld (geboren als John Altwerger) (Ontario, 19 mei 1919 - Palm Springs, 8 januari 1990) was een Amerikaanse jazz-saxofonist, klarinettist en bigband-leider. Hij speelde onder meer bij Artie Shaw en Benny Goodman en begeleidde Billie Holiday. Zijn spel paste zich aan aan de vernieuwingen in de jazz, van swing naar bop.

## Biografie
Auld groeide op in Canada, maar kwam aan het eind van de jaren twintig naar Amerika. Hij had een eigen groep waarmee hij optrad in New York, daarna speelde hij in het orkest van Bunny Berigan (1937-1938). Eind 1938 kwam hij bij de groep van Artie Shaw, waarmee hij speelde in hotels en ballrooms in New York en Boston en platen opnam. Ook had hij kort de leiding over het orkest toen Shaw er even tussenuit ging. In 1940 werkte Auld bij Jan Savitt en in datzelfde jaar begeleidde hij in een groep van grote jazzmusici opnames van Billie Holiday. 
In 1940 werd hij aangenomen door Benny Goodman en speelde hij in diens sextet met onder meer gitarist Charlie Christian en trompettist Cootie Williams. Auld keerde kort terug bij Shaw, ging in dienst en leidde vanaf 1944 een eigen bigband, waarin onder meer Dizzy Gillespie en Erroll Garner speelden. Hij stopte met de groep in 1946 om gezondheidsredenen (tuberculose), maar kwam in 1948 weer kort met een grote band die meer bop-gericht was. Hij opende een nachtclub in New York en speelde op Broadway in de show The Rat Race. Na een korte tijd bij Count Basie verhuisde hij vanwege zijn gezondheid naar Californië, waar hij in Hollywood een nachtclub opende. 
Halverwege de jaren vijftig had Auld opnieuw een bigband. Eind jaren vijftig maakte hij verschillende plaatopnames. In de jaren zestig werkte hij onder meer met Ella Fitzgerald. In 1977 speelde hij een bandleider in de New York, New York met Liza Minnelli en Robert De Niro. Voor deze film was hij ook adviseur.

## Discografie (selectie)
- Georgie Auld 1940-1945, Classics
- Handicap (opnames 1945-1946), Musicraft
- Tenderly, Coral, 1952
- Manhattan, Coral, 1952
- In the Land of Hi Fi, Emarcy, 1956
- Misty, Coral, 1956
- Dancing in the Land of Hi Fi, Emarcy, 1956
- That's Auld, Brunswick, 1957
- Tenor Sax Gone Latin, Capitol, 1958
- Good Enough to Keep, Top rank records
- Hawaii on the Rocks, Jaro, 1959
- Homage, Xanadu, 1959
- Georgie Auld Plays for Melancholy Babies, Paramount records
- Georgie Auld Plays the Winners, Philips, 1963
- In Japan, Nippon Columbia, 1964
- Georgie Auld and His Orchestra, Musicraft, 1982
- Jump, georgie, Jump (compilatie 1940-1945), Hep, 2002
- Double Image (compilatie 1949-1952), Ocium, 2003
- You Got Me Jumpin'  (radio-opnames 1949), Sounds of Yester Year, 2005
- Swingin in the Land of Hi Fi, Jasmine, 2006